# Argentína az 1984. évi nyári olimpiai játékokon
Argentína az egyesült államokbeli Los Angelesben megrendezett 1984. évi nyári olimpiai játékok egyik részt vevő nemzete volt. Az országot az olimpián 14 sportágban 81 sportoló képviselte, akik érmet nem szereztek.

## Atlétika
Férfi
| Versenyző     | Versenyszám    | Előfutam      | Előfutam      | Előfutam      | Elődöntő | Elődöntő | Elődöntő | Döntő   | Döntő    |
| Versenyző     | Versenyszám    | Idő           | Hely.         | Össz.         | Idő      | Hely.    | Össz.    | Idő     | Helyezés |
| ------------- | -------------- | ------------- | ------------- | ------------- | -------- | -------- | -------- | ------- | -------- |
| Omar Ortega   | 1500 m         | nem ért célba | nem ért célba | nem ért célba | kiesett  | kiesett  | kiesett  | kiesett | kiesett  |
| Julio Gómez   | 5000 m         | 14:28,48      | 11.           | 42.           | kiesett  | kiesett  | kiesett  | kiesett | kiesett  |
| Julio Gómez   | 10 000 m       | 29:58,06      | 12.           | 33.           |          |          |          | kiesett | kiesett  |
| Rubén Aguiar  | Maraton        |               |               |               |          |          |          | 2:31:18 | 59.      |
| Pedro Cáceres | 3000 m akadály | 8:50,02       | 10.           | 29.           | kiesett  | kiesett  | kiesett  | kiesett | kiesett  |

Női
| Versenyző         | Versenyszám | Előfutam | Előfutam | Előfutam | Elődöntő | Elődöntő | Elődöntő | Döntő   | Döntő    |
| Versenyző         | Versenyszám | Idő      | Hely.    | Össz.    | Idő      | Hely.    | Össz.    | Idő     | Helyezés |
| ----------------- | ----------- | -------- | -------- | -------- | -------- | -------- | -------- | ------- | -------- |
| Liliana Góngora   | 1500 m      | 4:28,02  | 9.       | 19.      |          |          |          | kiesett | kiesett  |
| Liliana Góngora   | 3000 m      | 9:41,14  | 9.       | 25.      |          |          |          | kiesett | kiesett  |
| Beatriz Capotosto | 100 m gát   | 13,90    | 4.       | 18.      | kiesett  | kiesett  | kiesett  | kiesett | kiesett  |

| Versenyző       | Versenyszám | Selejtező | Selejtező | Döntő    | Döntő    |
| Versenyző       | Versenyszám | Eredmény  | Helyezés  | Eredmény | Helyezés |
| --------------- | ----------- | --------- | --------- | -------- | -------- |
| Liliana Arigoni | Magasugrás  | 180 cm    | 24.       | kiesett  | kiesett  |

## Birkózás
Kötöttfogású
| Versenyző        | Versenyszám | Vigaszágas kiesés                                                           | Vigaszágas kiesés | 5. helyért        | Bronz- mérkőzés   | Döntő             | Helyezés    |
| Versenyző        | Versenyszám | Ellenfél Eredmény                                                           | Hely.             | Ellenfél Eredmény | Ellenfél Eredmény | Ellenfél Eredmény | Helyezés    |
| ---------------- | ----------- | --------------------------------------------------------------------------- | ----------------- | ----------------- | ----------------- | ----------------- | ----------- |
| Daniel Navarrete | 62 kg       | A csoport · Bernd Gabriel (FRG) · 0–13 · Gilles Jalabert (FRA) · 0–13       | 9.                | kiesett           | kiesett           | kiesett           | helyezetlen |
| Boris Goldstein  | 68 kg       | B csoport · Mohamed Moutei Nakdali (SYR) · 0–12 · Tapio Sipilä (FIN) · 3–15 | 6.                | kiesett           | kiesett           | kiesett           | helyezetlen |
| Oscar Strático   | 74 kg       | A csoport · Karl-Heinz Helbing (FRG) · 0–12 · Roger Tallroth (SWE) · 0–12   | 8.                | kiesett           | kiesett           | kiesett           | helyezetlen |

Szabadfogású
| Versenyző        | Versenyszám | Vigaszágas kiesés                                                             | Vigaszágas kiesés | 5. helyért        | Bronz- mérkőzés   | Döntő             | Helyezés    |
| Versenyző        | Versenyszám | Ellenfél Eredmény                                                             | Hely.             | Ellenfél Eredmény | Ellenfél Eredmény | Ellenfél Eredmény | Helyezés    |
| ---------------- | ----------- | ----------------------------------------------------------------------------- | ----------------- | ----------------- | ----------------- | ----------------- | ----------- |
| Daniel Navarrete | 62 kg       | B csoport · Gérard Sartoro (FRA) · 1–9 · Antonio La Bruna (ITA) · 0–13        | 7.                | kiesett           | kiesett           | kiesett           | helyezetlen |
| Boris Goldstein  | 68 kg       | B csoport · José Betancourt (PUR) · kétvállas · Fevzi Şeker (TUR) · kétvállas | 9.                | kiesett           | kiesett           | kiesett           | helyezetlen |
| Oscar Strático   | 74 kg       | B csoport · Seidu Olawale (NGR) · 5–15 · Houkreo Bambe (CMR) · passzivitás    | 11.               | kiesett           | kiesett           | kiesett           | helyezetlen |

## Cselgáncs
| Versenyző          | Versenyszám  | Csoport | 32-es főtábla             | Nyolcaddöntő          | Negyeddöntő       | Elődöntő          | Vigaszág nyolcaddöntő | Vigaszág negyeddöntő | Vigaszág elődöntő | Bronz- mérkőzés   | Döntő             | Helyezés |
| Versenyző          | Versenyszám  | Csoport | Ellenfél Eredmény         | Ellenfél Eredmény     | Ellenfél Eredmény | Ellenfél Eredmény | Ellenfél Eredmény     | Ellenfél Eredmény    | Ellenfél Eredmény | Ellenfél Eredmény | Ellenfél Eredmény | Helyezés |
| ------------------ | ------------ | ------- | ------------------------- | --------------------- | ----------------- | ----------------- | --------------------- | -------------------- | ----------------- | ----------------- | ----------------- | -------- |
| Jorge di Noco      | Légsúly      | A       | Yeung Luen Lin (HKG) · GY | Ed Liddie (USA) · V   | kiesett           | kiesett           |                       |                      |                   |                   |                   | 12.      |
| Alejandro Strático | Középsúly    | A       | Bill Vincent (NZL) · V    | kiesett               | kiesett           | kiesett           |                       |                      |                   |                   |                   | 18.      |
| Fabián Lannutti    | Félnehézsúly | A       | Carsten Jensen (DEN) · V  | kiesett               | kiesett           | kiesett           |                       |                      |                   |                   |                   | 18.      |
| Ricardo Andersen   | Nehézsúly    | A       |                           | Doug Nelson (USA) · V | kiesett           | kiesett           |                       |                      |                   |                   |                   | 11.      |

## Evezés
Férfi
| Versenyző                                                    | Versenyszám              | Előfutam | Előfutam | Vigaszág | Vigaszág | Elődöntő | Elődöntő | Döntő | Döntő   | Döntő | Helyezés |
| Versenyző                                                    | Versenyszám              | Idő      | Hely.    | Idő      | Hely.    | Idő      | Hely.    | Típus | Idő     | Hely. | Helyezés |
| ------------------------------------------------------------ | ------------------------ | -------- | -------- | -------- | -------- | -------- | -------- | ----- | ------- | ----- | -------- |
| Ricardo Ibarra                                               | Egypárevezős             | 7:27,60  | 1.       | erőnyerő | erőnyerő | 7:22,42  | 2.       | A     | 7:14,59 | 5.    | 5.       |
| Rubén D'Andrilli Claudio Guindon                             | Kormányos nélküli kettes | 7:00,87  | 4.       | 7:04,33  | 2.       | 7:08,35  | 5.       | B     | 7:05,01 | 4.    | 10.      |
| Federico Lungwitz Oscar Bonini Omar Ferrari Gustavo Calderón | Négypárevezős            | 6:28,80  | 5.       | 6:29,36  | 4.       |          |          | B     | 6:32,52 | 4.    | 10.      |

## Kajak-kenu
Férfi
| Versenyző      | Versenyszám        | Előfutam | Előfutam | Előfutam | Vigaszág | Vigaszág | Vigaszág | Elődöntő | Elődöntő | Elődöntő | Döntő   | Döntő    |
| Versenyző      | Versenyszám        | Idő      | Hely.    | Össz.    | Idő      | Hely.    | Össz.    | Idő      | Hely.    | Össz.    | Idő     | Helyezés |
| -------------- | ------------------ | -------- | -------- | -------- | -------- | -------- | -------- | -------- | -------- | -------- | ------- | -------- |
| Atilio Vásquez | Kajak egyes 500 m  | 1:58,18  | 7.       | 15.      | 1:53,71  | 3.       | 3.       | 1:54,94  | 5.       | 16.      | kiesett | kiesett  |
| Atilio Vásquez | Kajak egyes 1000 m | 4:03,86  | 5.       | 16.      | 4:04,42  | 2.       | 4.       | 4:07,15  | 5.       | 16.      | kiesett | kiesett  |

## Kerékpározás

### Országúti kerékpározás
Férfi
| Versenyző  | Versenyszám   | Idő           | Helyezés      |
| ---------- | ------------- | ------------- | ------------- |
| Luis Biera | Mezőnyverseny | nem ért célba | nem ért célba |

### Pálya-kerékpározás
Sprintverseny
| Versenyző         | Versenyszám  | 1. forduló                                               | 1. forduló | Vigaszág                      | Vigaszág | Döntő                  | Döntő | 2. forduló                  | 2. forduló | Vigaszág             | Vigaszág | Nyolcaddöntő | Nyolcaddöntő | Vigaszág                                             | Vigaszág | Döntő                | Döntő   | Negyeddöntő                       | 5–8. helyért                                                                  | 5–8. helyért | Elődöntő             | Döntő                | Helyezés |
| Versenyző         | Versenyszám  | Ellenfelek Győztes idő                                   | Hely       | Ellenfelek Győztes idő        | Hely     | Ellenfelek Győztes idő | Hely  | Ellenfél Győztes idő        | Hely       | Ellenfél Győztes idő | Hely     | Ellenfelek Győztes idő                                                                                              | Hely         | Ellenfelek Győztes idő                               | Hely     | Ellenfél Győztes idő | Hely    | Ellenfél Győztes idő              | Ellenfelek Győztes idő                                                        | Hely         | Ellenfél Győztes idő | Ellenfél Győztes idő | Helyezés |
| ----------------- | ------------ | -------------------------------------------------------- | ---------- | ----------------------------- | -------- | ---------------------- | ----- | --------------------------- | ---------- | -------------------- | -------- | --- | ------------ | ---------------------------------------------------- | -------- | -------------------- | ------- | --------------------------------- | ----------------------------------------------------------------------------- | ------------ | -------------------- | -------------------- | -------- |
| Marcelo Alexandre | Férfi egyéni | Szakamoto Cutomu (JPN) · 11,87                           | 1.         |                               |          |                        |       | Max Rainsford (AUS) · 12,68 | 1.         |                      |          | Li Fu-hsziang (Lee Fu-Hsiang) (TPE) · Vincenzo Ceci (ITA) · Új futam: · Li Fu-hsziang (Lee Fu-Hsiang) (TPE) · 12,30 | 1.           |                                                      |          |                      |         | Nelson Vails (USA) · 11,33; 12,07 | Gerhard Scheller (FRG) · Kenrick Tucker (AUS) · Fredy Schmidtke (FRG) · 11,36 | 2.           |                      |                      | 6.       |
| Claudio Iannone   | Férfi egyéni | Philippe Vernet (FRA) · Deograves Asuncion (PHI) · 11,31 | 2.         | Leon Richardson (ANT) · 11,51 | 1.       |                        |       | Franck Dépine (FRA) · 11,79 | 1.         |                      |          | Mark Gorski (USA) · Alex Ongaro (CAN) · 10,89                                                                       | 2.           | Gerhard Scheller (FRG) · Murray Steele (NZL) · 11,41 | 2.       | kiesett              | kiesett | kiesett                           | kiesett                                                                       | kiesett      | kiesett              | kiesett              | kiesett  |

Időfutam
| Név               | Versenyszám  | Idő     | Helyezés |
| ----------------- | ------------ | ------- | -------- |
| Marcelo Alexandre | Férfi egyéni | 1:07,29 | 7.       |

Üldözőversenyek
| Versenyző                                                           | Versenyszám  | Selejtező  | Selejtező  | Nyolcaddöntő               | Nyolcaddöntő | Negyeddöntő  | Negyeddöntő | Elődöntő     | Elődöntő  | Döntő        | Döntő     | Helyezés |
| Versenyző                                                           | Versenyszám  | Idő        | Hely.      | Ellenfél Idő               | Saját idő    | Ellenfél Idő | Saját idő   | Ellenfél Idő | Saját idő | Ellenfél Idő | Saját idő | Helyezés |
| ------------------------------------------------------------------- | ------------ | ---------- | ---------- | -------------------------- | ------------ | ------------ | ----------- | ------------ | --------- | ------------ | --------- | -------- |
| Gabriel Curuchet                                                    | Férfi egyéni | 4:55,07    | 16.        | Steve Hegg (USA) · 4:40,26 | 4:51,04      | kiesett      | kiesett     | kiesett      | kiesett   | kiesett      | kiesett   | kiesett  |
| Pedro Caino                                                         | Férfi egyéni | lekörözték | lekörözték | kiesett                    | kiesett      | kiesett      | kiesett     | kiesett      | kiesett   | kiesett      | kiesett   | kiesett  |
| Pedro Caino Gabriel Curuchet Juan Esteban Curuchet Eduardo Trillini | Férfi csapat | 4:32,25    | 9.         |                            |              | kiesett      | kiesett     | kiesett      | kiesett   | kiesett      | kiesett   | kiesett  |

Pontverseny
| Név                   | Versenyszám | Selejtező | Selejtező  | Selejtező | Döntő | Döntő      | Döntő    |
| Név                   | Versenyszám | Pont      | Körhátrány | Hely.     | Pont  | Körhátrány | Helyezés |
| --------------------- | ----------- | --------- | ---------- | --------- | ----- | ---------- | -------- |
| Juan Esteban Curuchet | Férfi       | 35        | –1         | 3.        | 20    | –1         | 5.       |
| Juan Carlos Haedo     | Férfi       | 19        | –1         | 7.        | 1     | –3         | 20.      |

## Lovaglás
Díjugratás
| Versenyző                                                | Ló                                         | Versenyszám | 1. forduló    | 1. forduló    | 2. forduló | 2. forduló | Összesen | Összesen |
| Versenyző                                                | Ló                                         | Versenyszám | Pont          | Hely.         | Pont       | Hely.      | Pont     | Helyezés |
| -------------------------------------------------------- | ------------------------------------------ | ----------- | ------------- | ------------- | ---------- | ---------- | -------- | -------- |
| Justo Albarracín                                         | Collon Cura de Tatu                        | Egyéni      | 26,50         | 40.           | kiesett    | kiesett    | kiesett  | kiesett  |
| Eduardo Zone                                             | Cardal                                     | Egyéni      | 48,25         | 46.           | kiesett    | kiesett    | kiesett  | kiesett  |
| Martín Mallo                                             | Gonzo                                      | Egyéni      | nem ért célba | nem ért célba | kiesett    | kiesett    | kiesett  | kiesett  |
| Justo Albarracín Eduardo Zone Martín Mallo Adrián Melosi | Collon Cura de Tatu Cardal Gonzo Britanica | Csapat      | 89,75         | 15.           | kiesett    | kiesett    | kiesett  | kiesett  |

## Műugrás
Női
| Versenyző      | Versenyszám        | Selejtező | Selejtező | Döntő   | Döntő    |
| Versenyző      | Versenyszám        | Pont      | Helyezés  | Pont    | Helyezés |
| -------------- | ------------------ | --------- | --------- | ------- | -------- |
| Verónica Ribot | Egyéni műugrás     | 443,25    | 9.        | 422,52  | 12.      |
| Verónica Ribot | Egyéni toronyugrás | 324,21    | 15.       | kiesett | kiesett  |

## Ökölvívás
| Versenyző        | Versenyszám   | Selejtező               | 32-es főtábla                  | Nyolcaddöntő                 | Negyeddöntő              | Elődöntő          | Döntő             | Helyezés |
| Versenyző        | Versenyszám   | Ellenfél Eredmény       | Ellenfél Eredmény              | Ellenfél Eredmény            | Ellenfél Eredmény        | Ellenfél Eredmény | Ellenfél Eredmény | Helyezés |
| ---------------- | ------------- | ----------------------- | ------------------------------ | ---------------------------- | ------------------------ | ----------------- | ----------------- | -------- |
| Rubén Carballo   | Légsúly       |                         | Laureano Ramírez (DOM) · RSC   | kiesett                      | kiesett                  | kiesett           | kiesett           | 17.      |
| Pedro Décima     | Harmatsúly    | erőnyerő                | Tshoza Mukuta (COD) · 5:0      | Cemal Öner (TUR) · 4:1       | Dale Walters (CAN) · 0:5 | kiesett           | kiesett           | 5.       |
| Daniel Domínguez | Váltósúly     | Genaro León (MEX) · 0:5 | kiesett                        | kiesett                      | kiesett                  | kiesett           | kiesett           | 33.      |
| Gustavo Ollo     | Nagyváltósúly | erőnyerő                | Perfecto Bobadilla (PAR) · 5:0 | Manfred Zielonka (FRG) · 0:5 | kiesett                  | kiesett           | kiesett           | 9.       |
| Hugo Corti       | Középsúly     |                         | Andreas Bauer (FRG) · 5:0      | Damir Škaro (YUG) · 1:4      | kiesett                  | kiesett           | kiesett           | 9.       |
| Roberto Oviedo   | Félnehézsúly  |                         | erőnyerő                       | Tony Wilson (GBR) · RSC      | kiesett                  | kiesett           | kiesett           | 9.       |

RSC – a mérkőzésvezető megállította a mérkőzést

## Röplabda

### Férfi
| Argentin férfi röplabdacsapat-játékoskeret                                                     | Argentin férfi röplabdacsapat-játékoskeret                                        |
| ---------------------------------------------------------------------------------------------- | --------------------------------------------------------------------------------- |
| - Alcides Cuminetti - Alejandro Diz - Carlos Wagenpfeil - Daniel Castellani - Eduardo Martínez | - Hugo Conte - Jon Emili Uriarte - Leonardo Wiernes - Raúl Quiroga - Waldo Kantor |

#### Eredmények
Csoportkör
A csoport
|                        |      | Mérkőzések | Mérkőzések | Szettek | Szettek | Szettek | Pontok | Pontok | Pontok |
| Csapat                 | Pont | Gy         | V          | Sz+     | Sz–     | SzA     | P+     | P–     | PA     |
| ---------------------- | ---- | ---------- | ---------- | ------- | ------- | ------- | ------ | ------ | ------ |
| Brazília (BRA)         | 7    | 3          | 1          | 10      | 4       | 2,500   | 191    | 144    | 1,326  |
| Egyesült Államok (USA) | 7    | 3          | 1          | 9       | 4       | 2,250   | 168    | 117    | 1,436  |
| Dél-Korea (KOR)        | 7    | 3          | 1          | 9       | 6       | 1,500   | 203    | 162    | 1,253  |
| Argentína (ARG)        | 5    | 1          | 3          | 7       | 9       | 0,778   | 184    | 207    | 0,889  |
| Tunézia (TUN)          | 4    | 0          | 4          | 0       | 12      | 0,000   | 64     | 180    | 0,356  |

| 1984. július 29. 18:30 | Egyesült Államok (USA)    | 3–1 | Argentína (ARG) |  |
| 1984. július 29. 18:30 | (15–5, 15–7, 10–15, 15–8) |     |                 |  |

| 1984. július 31. 10:00 | Argentína (ARG)            | 1–3 | Brazília (BRA) |  |
| 1984. július 31. 10:00 | (8–15, 8–15, 18–16, 13–15) |     |                |  |

| 1984. augusztus 4. 10:00 | Tunézia (TUN)      | 0–3 | Argentína (ARG) |  |
| 1984. augusztus 4. 10:00 | (9–15, 7–15, 3–15) |     |                 |  |

| 1984. augusztus 6. 10:00 | Dél-Korea (KOR)                   | 3–2 | Argentína (ARG) |  |
| 1984. augusztus 6. 10:00 | (15–6, 14–16, 13–15, 15–7, 15–12) |     |                 |  |

Az 5–8. helyért
| 1984. augusztus 8. 11:00 | Japán (JPN)                 | 1–3 | Argentína (ARG) |  |
| 1984. augusztus 8. 11:00 | (15–9, 10–15, 10–15, 11–15) |     |                 |  |

Az 5. helyért
| 1984. augusztus 10. 12:00 | Dél-Korea (KOR)           | 3–1 | Argentína (ARG) |  |
| 1984. augusztus 10. 12:00 | (15–13, 9–15, 15–9, 15–7) |     |                 |  |

| Csapat          | Helyezés |
| --------------- | -------- |
| Argentína (ARG) | 6.       |

## Sportlövészet
Férfi
| Versenyző          | Versenyszám           | Pont | Helyezés |
| ------------------ | --------------------- | ---- | -------- |
| Daniel Felizia     | Gyorstüzelő pisztoly  | 580  | 28.      |
| Leopoldo Fossati   | Gyorstüzelő pisztoly  | 578  | 32.      |
| Ernesto Alais      | Szabadpisztoly        | 550  | 20.      |
| Walter Bauza       | Szabadpisztoly        | 550  | 20.      |
| Ricardo Rusticucci | Légpuska              | 577  | 20.      |
| Ricardo Rusticucci | Sportpuska, fekvő     | 588  | 30.      |
| Ricardo Rusticucci | Sportpuska, összetett | 1126 | 34.      |

Nyílt
| Versenyző     | Versenyszám | Pont | Helyezés |
| ------------- | ----------- | ---- | -------- |
| Firmo Roberti | Skeet       | 192  | 13.      |

## Úszás
Férfi
| Versenyző         | Versenyszám    | Előfutam | Előfutam | Előfutam | Döntő   | Döntő   | Döntő   | Helyezés |
| Versenyző         | Versenyszám    | Idő      | Hely.    | Össz.    | Típus   | Idő     | Hely.   | Helyezés |
| ----------------- | -------------- | -------- | -------- | -------- | ------- | ------- | ------- | -------- |
| Fabián Ferrari    | 100 m gyors    | 53,69    | 5.       | 38.      | kiesett | kiesett | kiesett | kiesett  |
| Fabián Ferrari    | 200 m gyors    | 1:59,39  | 6.       | 43.      | kiesett | kiesett | kiesett | kiesett  |
| Alejandro Lecot   | 400 m gyors    | 4:05,74  | 6.       | 26.      | kiesett | kiesett | kiesett | kiesett  |
| Alejandro Lecot   | 1500 m gyors   | 15:49,94 | 5.       | 20.      | kiesett | kiesett | kiesett | kiesett  |
| Julio César Falón | 100 m mell     | 1:07,80  | 6.       | 34.*     | kiesett | kiesett | kiesett | kiesett  |
| Julio César Falón | 200 m mell     | 2:30,40  | 5.       | 34.      | kiesett | kiesett | kiesett | kiesett  |
| Luis Juncos       | 100 m pillangó | 56,86    | 5.       | 31.      | kiesett | kiesett | kiesett | kiesett  |
| Luis Juncos       | 200 m vegyes   | 2:12,83  | 5.       | 29.      | kiesett | kiesett | kiesett | kiesett  |

Női
| Versenyző             | Versenyszám | Előfutam | Előfutam | Előfutam | Döntő   | Döntő   | Döntő   | Helyezés |
| Versenyző             | Versenyszám | Idő      | Hely.    | Össz.    | Típus   | Idő     | Hely.   | Helyezés |
| --------------------- | ----------- | -------- | -------- | -------- | ------- | ------- | ------- | -------- |
| Virginia Sachero      | 100 m gyors | 1:00,53  | 6.       | 2.       | kiesett | kiesett | kiesett | kiesett  |
| Virginia Sachero      | 200 m gyors | 2:13,41  | 6.       | 27.      | kiesett | kiesett | kiesett | kiesett  |
| Alicia María Boscatto | 100 m mell  | 1:14,45  | 5.       | 21.      | kiesett | kiesett | kiesett | kiesett  |
| Alicia María Boscatto | 200 m mell  | 2:36,38  | 3.       | 11.      | B       | 2:36,96 | 5.      | 13.      |

* - egy másik versenyzővel azonos eredményt ért el

## Vitorlázás
Férfi
| Versenyző    | Versenyszám     | Futam | Futam | Futam | Futam | Futam | Futam | Futam  | Pontszám | Helyezés |
| Versenyző    | Versenyszám     | 1     | 2     | 3     | 4     | 5     | 6     | 7      | Pontszám | Helyezés |
| ------------ | --------------- | ----- | ----- | ----- | ----- | ----- | ----- | ------ | -------- | -------- |
| Jorge García | Szörfvitorlázás | 23,0  | 15,0  | 22,4* | 29,0  | 24,0  | 21,0  | (31,0) | 134,4    | 17.      |

* - bírók által adott pontszám
Nyílt
| Versenyző                                        | Versenyszám    | Futam  | Futam | Futam | Futam | Futam | Futam  | Futam  | Pontszám | Helyezés |
| Versenyző                                        | Versenyszám    | 1      | 2     | 3     | 4     | 5     | 6      | 7      | Pontszám | Helyezés |
| ------------------------------------------------ | -------------- | ------ | ----- | ----- | ----- | ----- | ------ | ------ | -------- | -------- |
| Carlos Irigoyen Gonzalo Heredia                  | 470-es osztály | (35,0) | 5,7   | 14,0  | 19,0  | 16,0  | 16,0   | 20,0   | 90,7     | 10.      |
| Martín Ferrari Sergio Sinistri                   | Tornádó        | 21,0   | 20,0  | 18,0  | 19,0  | 10,0  | 20,0   | (23,0) | 108,0    | 15.      |
| Alberto Llorens Carlos Sanguinetti Pedro Ferrero | Soling         | 21,0   | 21,0  | 18,0  | 5,7   | 20,0  | (23,0) | 8,0    | 93,7     | 13.      |

## Vívás
Férfi
| Versenyző                                                    | Versenyszám       | Selejtező | Selejtező | Selejtező | Selejtező | Selejtező         | Selejtező | Főtábla           | Főtábla           | Vigaszág          | Vigaszág          | Negyeddöntő       | Elődöntő          | Döntő             | Helyezés |
| Versenyző                                                    | Versenyszám       | 1. kör | 1. kör    | 2. kör | 2. kör    | 3. kör            | 3. kör    | 1. kör            | 2. kör            | 1. kör            | 2. kör            | Negyeddöntő       | Elődöntő          | Döntő             | Helyezés |
| Versenyző                                                    | Versenyszám       | Ellenfél Eredmény | Hely.     | Ellenfél Eredmény | Hely.     | Ellenfél Eredmény | Hely.     | Ellenfél Eredmény | Ellenfél Eredmény | Ellenfél Eredmény | Ellenfél Eredmény | Ellenfél Eredmény | Ellenfél Eredmény | Ellenfél Eredmény | Helyezés |
| ------------------------------------------------------------ | ----------------- | --- | --------- | --- | --------- | ----------------- | --------- | ----------------- | ----------------- | ----------------- | ----------------- | ----------------- | ----------------- | ----------------- | -------- |
| Sergio Turiace                                               | Tőr, egyéni       | 3. csoport · Ko Yin Fai (HKG) · 4–5 · Saul Mendoza (BOL) · 5–1 · Azuma Nobujuki (JPN) · 2–5 · Philippe Omnès (FRA) · 4–5 · Itzhak Hatuel (ISR) · 2–5 ·                         | 4.        | 8. csoport · Pierre Harper (GBR) · 4–5 · Peter Joos (BEL) · 1–5 · Peter Lewison (USA) · 1–5 · Joachim Wendt (AUT) · 2–5                                              | 5.        | kiesett           | kiesett   | kiesett           | kiesett           | kiesett           | kiesett           | kiesett           | kiesett           | kiesett           | 38.      |
| Sergio Luchetti                                              | Tőr, egyéni       | 4. csoport · Ayman Jumean (JOR) · 5–0 · Dany Haddad (LIB) · 5–3 · Simokava Tadasi (JPN) · 5–2 · Pascal Jolyot (FRA) · 2–5 · Mauro Numa (ITA) · 0–5                             | 3.        | 7. csoport · Haluk Yamaç (TUR) · 5–2 · Greg Benko (AUS) · 3–5 · Azuma Nobujuki (JPN) · 0–5 · Liu Jün-hung (Liu Yunhong) (CHN) · 3–5                                  | 5.        | kiesett           | kiesett   | kiesett           | kiesett           | kiesett           | kiesett           | kiesett           | kiesett           | kiesett           | 34.      |
| Sergio Luchetti                                              | Párbajtőr, egyéni | 10. csoport · I Ilhi (Lee Il-Hui) (KOR) · 5–4 · Mohamed Ahmed Abu Ali (KSA) · 5–2 · Thierry Soumagne (BEL) · 5–5 · Robert Marx (USA) · 3–5 · Volker Fischer (FRG) · 1–5        | 3.        | 6. csoport · Jun Namdzsin (Yun Nam-Jin) (KOR) · 3–5 · Arno Strohmeyer (AUT) · 3–5 · Alexander Pusch (FRG) · 0–5 · Ihab Aly (EGY) · 1–5 · Olivier Lenglet (FRA) · 5–5 | 6.        | kiesett           | kiesett   | kiesett           | kiesett           | kiesett           | kiesett           | kiesett           | kiesett           | kiesett           | 46.      |
| Marcelo Magnasco                                             | Párbajtőr, egyéni | 4. csoport · Mohamed Al-Thuwani (KUW) · 5–3 · Michel Dessureault (CAN) · 4–5 · Björne Väggö (SWE) · 1–5 · Alexander Pusch (FRG) · 1–5                                          | 5.        | kiesett | kiesett   | kiesett           | kiesett   | kiesett           | kiesett           | kiesett           | kiesett           | kiesett           | kiesett           | kiesett           | 51.      |
| Csaba Gaspar                                                 | Párbajtőr, egyéni | 3. csoport · Lee Shelley (USA) · 3–5 · Khaled Soliman (EGY) · 3–5 · John Llewellyn (GBR) · 1–5 · Elmar Borrmann (FRG) · 3–5                                                    | 5.        | kiesett | kiesett   | kiesett           | kiesett   | kiesett           | kiesett           | kiesett           | kiesett           | kiesett           | kiesett           | kiesett           | 58.      |
| Atilio Tass                                                  | Kard, egyéni      | 3. csoport · James Kreglo (ISV) · 5–1 · Olivier Martini (MON) · 5–2 · Peter Westbrook (USA) · 3–5 · Ioan Pop (ROU) · 3–5 · Giovanni Scalzo (ITA) · 1–5                         | 4.        | 6. csoport · Ioan Pop (ROU) · 5–4 · Jean-Paul Banos (CAN) · 3–5 · Csen Csin-csu (Chen Jinchu) (CHN) · 2–5 · Hervé Granger-Veyron (FRA) · 2–5                         | 5.        | kiesett           | kiesett   | kiesett           | kiesett           | kiesett           | kiesett           | kiesett           | kiesett           | kiesett           | 25.      |
| José María Casanova                                          | Kard, egyéni      | 4. csoport · Antonio García (ESP) · 0–5 · Jean-Marie Banos (CAN) · 1–5 · Liu Kuo-csen (Liu Guozhen) (CHN) · 0–5 · Hervé Granger-Veyron (FRA) · 2–5 · Marin Mustaţă (ROU) · 2–5 | 6.        | kiesett | kiesett   | kiesett           | kiesett   | kiesett           | kiesett           | kiesett           | kiesett           | kiesett           | kiesett           | kiesett           | 33.      |
| Csaba Gaspar Sergio Luchetti Marcelo Magnasco Sergio Turiace | Tőr, csapat       | 3. csoport · Franciaország (FRA) · 2–9 · Ausztria (AUT) · 4–9 | 3.        | |           |                   |           |                   |                   |                   |                   | kiesett           | kiesett           | kiesett           | 10.      |
| Csaba Gaspar Sergio Luchetti Marcelo Magnasco Sergio Turiace | Párbajtőr, csapat | 3. csoport · Olaszország (ITA) · 1–9 · Kanada (CAN) · 3–8 · Egyiptom (EGY) · 4–9                                                                                               | 4.        | |           |                   |           |                   |                   |                   |                   | kiesett           | kiesett           | kiesett           | 13.      |

Női
| Versenyző                                                                 | Versenyszám | Selejtező | Selejtező | Selejtező         | Selejtező | Selejtező         | Selejtező | Főtábla           | Főtábla           | Vigaszág          | Vigaszág          | Negyeddöntő       | Elődöntő          | Döntő             | Helyezés |
| Versenyző                                                                 | Versenyszám | 1. kör | 1. kör    | 2. kör            | 2. kör    | 3. kör            | 3. kör    | 1. kör            | 2. kör            | 1. kör            | 2. kör            | Negyeddöntő       | Elődöntő          | Döntő             | Helyezés |
| Versenyző                                                                 | Versenyszám | Ellenfél Eredmény | Hely.     | Ellenfél Eredmény | Hely.     | Ellenfél Eredmény | Hely.     | Ellenfél Eredmény | Ellenfél Eredmény | Ellenfél Eredmény | Ellenfél Eredmény | Ellenfél Eredmény | Ellenfél Eredmény | Ellenfél Eredmény | Helyezés |
| ------------------------------------------------------------------------- | ----------- | --- | --------- | ----------------- | --------- | ----------------- | --------- | ----------------- | ----------------- | ----------------- | ----------------- | ----------------- | ----------------- | ----------------- | -------- |
| María Alicia Sinigaglia                                                   | Tőr, egyéni | 3. csoport · Maekava Mijuki (JPN) · 5–3 · Vincent Bradford (USA) · 5–3 · Nili Drori (ISR) · 2–5 · Elisabeta Guzganu-Tufan (ROU) · 0–5 · Christiane Weber (FRG) · 4–5 · Brigitte Latrille-Gaudin (FRA) · 1–5   | 5.        | kiesett           | kiesett   | kiesett           | kiesett   | kiesett           | kiesett           | kiesett           | kiesett           | kiesett           | kiesett           | kiesett           | 33.      |
| Silvana Giancola                                                          | Tőr, egyéni | 6. csoport · Sheila Viard (HAI) · 5–2 · Mijahara Mieko (JPN) · 4–5 · Margherita Zalaffi (ITA) · 2–5 · Fiona McIntosh (GBR) · 1–5 · Véronique Brouquier (FRA) · 1–5 · Lydia Czuckermann-Hatuel (ISR) · 4–5     | 6.        | kiesett           | kiesett   | kiesett           | kiesett   | kiesett           | kiesett           | kiesett           | kiesett           | kiesett           | kiesett           | kiesett           | 35.      |
| Sandra Giancola                                                           | Tőr, egyéni | 2. csoport · Andrea Chaplin (AUS) · 0–5 · O Szungszun (O Seung-Sun) (KOR) · 1–5 · Jana Angelakis (USA) · 4–5 · Linda Ann Martin (GBR) · 2–5 · Aurora Dan (ROU) · 0–5 · Luan Csü-csie (Luan Jujie) (CHN) · 1–5 | 7.        | kiesett           | kiesett   | kiesett           | kiesett   | kiesett           | kiesett           | kiesett           | kiesett           | kiesett           | kiesett           | kiesett           | 41.      |
| María Alicia Sinigaglia Sandra Giancola Constanza Oriani Silvana Giancola | Tőr, csapat | 3. csoport · NSZK (FRG) · 1–9 · Olaszország (ITA) · 0–9 · Japán (JPN) · 1–9 | 4.        |                   |           |                   |           |                   |                   |                   |                   | kiesett           | kiesett           | kiesett           | 10.      |